# 黃大仙上邨及鳳凰
黃大仙上邨及鳳凰（英語：Upper Wong Tai Sing and Fung Wong，代號V12）是香港黃大仙區議會下轄的選區，1982年設立，1994年分拆為黃大仙上邨及鳳凰兩個單議席選區。

## 範圍
取消時選區由兩部分組成，包括黃大仙上邨及鳳凰新村等地，與其相連的選區有慈雲山西、慈雲南、牛鑽、黃大仙下邨、天馬及翠竹、竹園南及竹園北選區。

## 沿革
1982年區議會選舉，黃大仙區設有12個選區，黃大仙上邨及鳳凰選區首次出現，當時包括黃大仙上邨及鳳凰新邨等地，除第一屆區議會（1982-1985年）為單議席選區外，至1991年之前一直是一個雙議席選區。
根據香港政府憲報一九八二年第三十四期，當時設有兩個票站，分別是蒲崗村道91號康樂英文中學、雙鳳街聖文德書院及嗇色園黃大仙廟內的鳳鳴樓。當屆選舉由譚權以1,869票打敗對手劉漢棠860票，成為本區第一任區議員。
1985年區議會選舉，黃大仙區設有12個選區，其中黃大仙上邨及鳳凰選區選出兩席。根據香港政府憲報一九八四年第三十二期，當時設有三個票站，分別是康樂英文中學、聖文德書院及黃大仙廟鳳鳴樓。本區吸引到兩人參選，結果由譚權及林鉅成自動當選。
1988年區議會選舉，黃大仙區設有13個選區，黃大仙上邨及鳳凰選區維持不變。根據香港政府憲報一九八七年第三十三期，當時使用康樂英文中學、聖文德書院及黃大仙廟鳳鳴樓為投票站。本區吸引到三人參選，結果由無黨派林鉅成以2,772票取得第一席，第二席則由林文輝以2,206票打敗譚權1,778票而當選。
1991年區議會選舉，黃大仙區設有14個選區，黃大仙上邨及鳳凰選區維持不變。根據香港政府憲報一九九O年第三十二期，當時分別於由康樂英文中學更名而成的神召會康樂中學、聖文德書院及黃大仙廟內的鳳鳴樓設立票站。本區吸引兩人參選，結果由林文輝及林鉅成自動當選。
1993年港督彭定康推行政改方案改革區議會，取消所有委任議席及雙議席選區制度，全面實行單議席單票制，並改由選區分界及選舉事務委員會制定，區議會選區數目亦隨人口變動而大幅增加，黃大仙上邨及鳳凰雙議席選區依住宅類型分拆為黃大仙上邨選區和鳳凰選區。1994年區議會選舉，林鉅成未有參選，林文輝則出選黃大仙上邨選區。

## 歷屆議員
| 屆別           | 議員   | 政治聯繫 | 政治聯繫 | 議員           | 政治聯繫       | 政治聯繫       |
| -------------- | ------ | -------- | -------- | -------------- | -------------- | -------------- |
| 1982年－1985年 | 譚權   |          | 無黨派   | 定為單議席選區 | 定為單議席選區 | 定為單議席選區 |
| 1985年－1988年 | 譚權   | 林鉅成   | 無黨派   |                | 無黨派         |                |
| 1988年－1991年 | 林文輝 | 林鉅成   | 無黨派   |                | 無黨派         |                |
| 1991年－1994年 | 林文輝 | 林鉅成   | 無黨派   |                | 香港民主同盟   |                |

## 歷屆選舉結果
| 政党   | 政党   | 候选人 | 票数     | %      | ±      |
| ------ | ------ | ------ | -------- | ------ | ------ |
|        | 建制派 | 林文輝 | 自動當選 | 不適用 | 不適用 |
|        | 港同盟 | 林鉅成 | 自動當選 | 不適用 | 不適用 |
| 多数票 | 多数票 | 多数票 | 不適用   | 不適用 | 不適用 |

| 政党   | 政党   | 候选人 | 票数  | %     | ±      |
| ------ | ------ | ------ | ----- | ----- | ------ |
|        | 無黨派 | 林鉅成 | 2,772 | 44.72 | 不適用 |
|        | 建制派 | 林文輝 | 2,206 | 37.04 | 不適用 |
|        | 無黨派 | 譚權   | 1,778 | 18.24 | 不適用 |
| 多数票 | 多数票 | 多数票 | 428   | 5.34  | 不適用 |

| 政党   | 政党   | 候选人 | 票数     | %      | ±      |
| ------ | ------ | ------ | -------- | ------ | ------ |
|        | 無黨派 | 譚權   | 自動當選 | 不適用 | 不適用 |
|        | 無黨派 | 林鉅成 | 自動當選 | 不適用 | 不適用 |
| 多数票 | 多数票 | 多数票 | 不適用   | 不適用 | 不適用 |

| 政党   | 政党   | 候选人 | 票数  | %     | ±      |
| ------ | ------ | ------ | ----- | ----- | ------ |
|        | 無黨派 | 譚權   | 1,869 | 68.49 | 新選區 |
|        | 無黨派 | 劉漢棠 | 860   | 31.51 | 新選區 |
| 多数票 | 多数票 | 多数票 | 1,009 | 36.98 | 新選區 |